# Oratorio di San Sebastiano (Casale Marittimo)

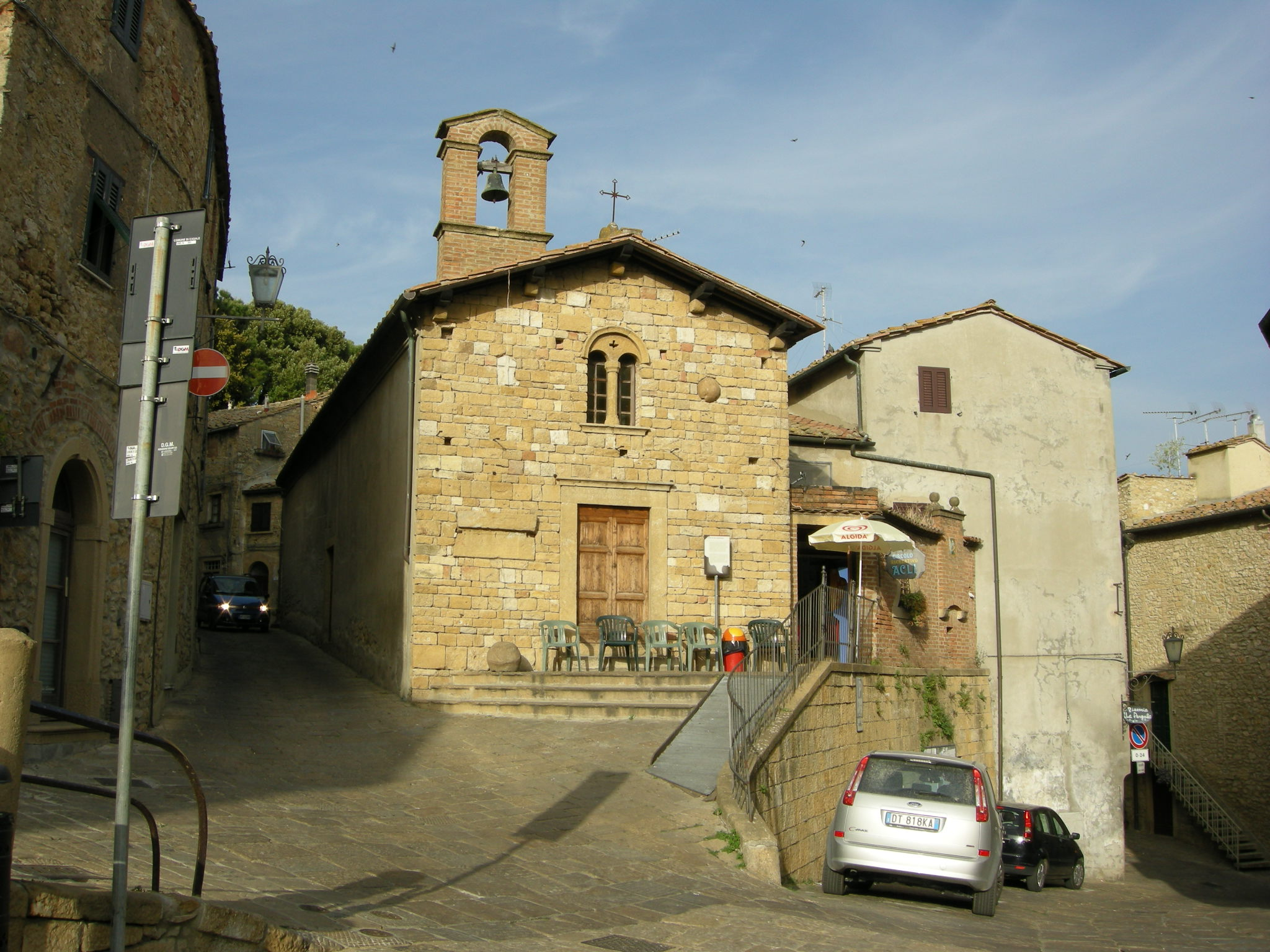
Oratorio di San Sebastiano

L'oratorio di San Sebastiano si trova a Casale Marittimo.

## Storia e descrizione
Fu costruito nel 1775 al posto di un preesistente oratorio, appartenuto alla Confraternita omonima, che esisteva fin dal XV secolo; fu restaurato nel 1937 con materiali provenienti dalla villa romana posta presso il podere "La Pieve".
Le due sfere di pietra, una murata in alto a destra, l'altra posta in cima alla scalinata sul lato sinistro, sono probabilmente chiusure o cippi di tombe etrusche. Appartiene a questo oratorio una rarissima bandiera lignea dipinta nel 1570 da Giovanni Maria Tacci da Piombino che raffigura Cristo ferito sorretto da angeli, la Vergine con il Bambino fra i Santi Sebastiano e Rocco, oggi conservata nel Museo di Arte Sacra di Volterra.
Non viene mai aperto tranne che durante particolari festività del paese.